# Liquigas (wielerploeg)/2005
Deze pagina geeft een overzicht van de wielerploeg Liquigas in 2005.
| Naam                | Geboortedatum | Nationaliteit    | Ploeg 2004     |
| ------------------- | ------------- | ---------------- | -------------- |
| Michael Albasini    | 20-12-1980    | Zwitserland      | Phonak         |
| Dario Andriotto     | 25-10-1972    | Italië           | Vini Caldirola |
| Magnus Bäckstedt    | 30-01-1975    | Zweden           | Alessio        |
| Patrick Calcagni    | 05-07-1977    | Zwitserland      | Vini Caldirola |
| Kjell Carlström     | 18-10-1976    | Finland          | Amore E Vita   |
| Dario Cioni         | 02-12-1974    | Italië           | Fassa Bortolo  |
| Mario Cipollini*    | 22-03-1967    | Italië           | Domina Vacanze |
| Daniele Colli       | 19-04-1982    | Italië           | espoirs        |
| Danilo Di Luca      | 02-01-1976    | Italië           | Saeco          |
| Stefano Garzelli    | 16-07-1973    | Italië           | Vini Caldirola |
| Enrico Gasparotto   | 22-03-1982    | Italië           | espoirs        |
| Mauro Gerosa        | 09-10-1974    | Italië           | Vini Caldirola |
| Marcus Ljungqvist   | 26-10-1974    | Zweden           | Alessio        |
| Nicola Loda         | 27-07-1971    | Italië           | Tenax          |
| Oscar Mason         | 25-05-1975    | Italië           | Vini Caldirola |
| Vladimir Miholjević | 18-01-1974    | Kroatië          | Alessio        |
| Marco Milesi        | 30-01-1970    | Italië           | Vini Caldirola |
| Devis Miorin        | 24-03-1976    | Italië           | De Nardi       |
| Matej Mugerli       | 17-06-1981    | Slovenië         | espoirs        |
| Andrea Noè          | 15-01-1969    | Italië           | Alessio        |
| Luciano Pagliarini  | 18-04-1978    | Brazilië         | Lampre         |
| Franco Pellizotti   | 15-01-1978    | Italië           | Alessio        |
| Marco Righetto      | 25-11-1980    | Italië           | espoirs        |
| Gianluca Sironi     | 28-06-1974    | Italië           | Vini Caldirola |
| Charles Wegelius    | 26-04-1978    | Groot-Brittannië | De Nardi       |
| Marco Zanotti       | 21-01-1974    | Italië           | Vini Caldirola |

* Mario Cipollini maakte op 26 april 2005 bekend per direct te stoppen met wielrennen.

## Teams

### 09.02.2005–13.02.2005:Ronde van de Middellandse Zee
31. Mario Cipollini
32. Nicola Loda
33. Dario Andriotto
34. Magnus Backstedt
35. Marco Milesi
36. Franco Pellizotti
37. Gianluca Sironi
38. Marco Zanotti
2005 · 2006 · 2007 · 2008 · 2009 · 2010 · 2011 · 2012 · 2013 · 2014
Bouygues Télécom · Cofidis, Le Crédit par Téléphone · Crédit Agricole · Team CSC · Davitamon - Lotto · Discovery Channel Pro Cycling Team · Domina Vacanze · Euskaltel - Euskadi · Fassa Bortolo · La Française des Jeux · Team Gerolsteiner · Illes Balears - Caisse D'Espargne · Lampre - Caffita · Liberty Seguros - Würth Team · Liquigas - Bianchi · Phonak Hearing Systems · Quick Step - Innergetic · Rabobank · Saunier Duval - Prodir · T-Mobile Team